# Floerkea proserpinacoides
Floerkea proserpinacoides – gatunek roślin z monotypowego rodzaju Floerkea z rodziny limnantesowatych (Limnanthaceae). Występuje w Stanach Zjednoczonych (z wyjątkiem południowych i środkowych) oraz w południowo-wschodniej i południowo-zachodniej Kanadzie. Rośnie w miejscach wilgotnych w bardzo różnych formacjach od pustyń po lasy i łąki alpejskie. Nazwa rodzajowa upamiętnia niemieckiego lichenologa Heinricha Gustawa Floerke'go (1764-1835).
Młode pędy tego gatunku mają pikantny smak i bywają dodawane do sałatek. Kwiat tego gatunku stanowi logo projektu „Flora of North America” w serwisie eFloras.org.

## Morfologia

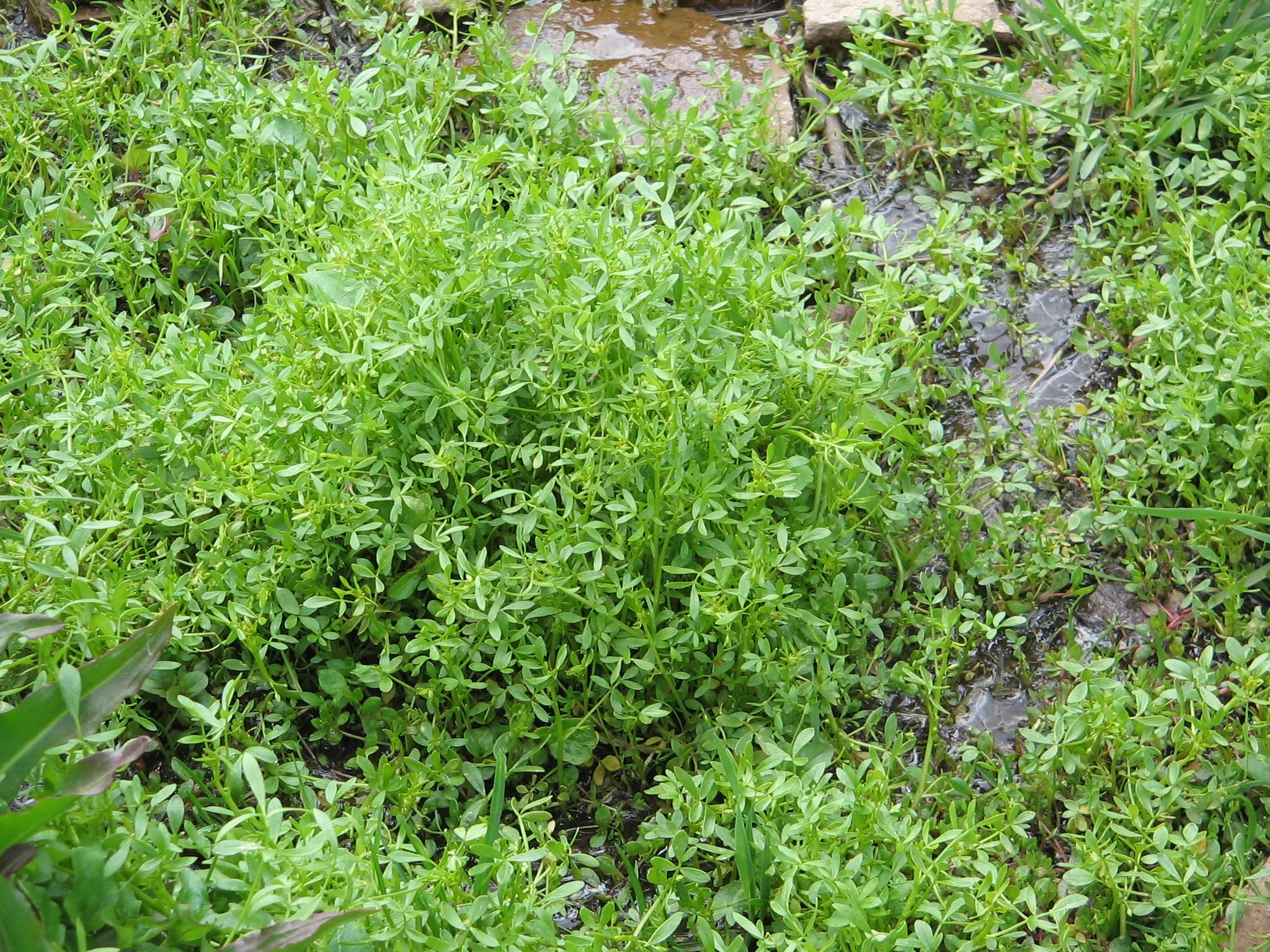
Pokrój roślin

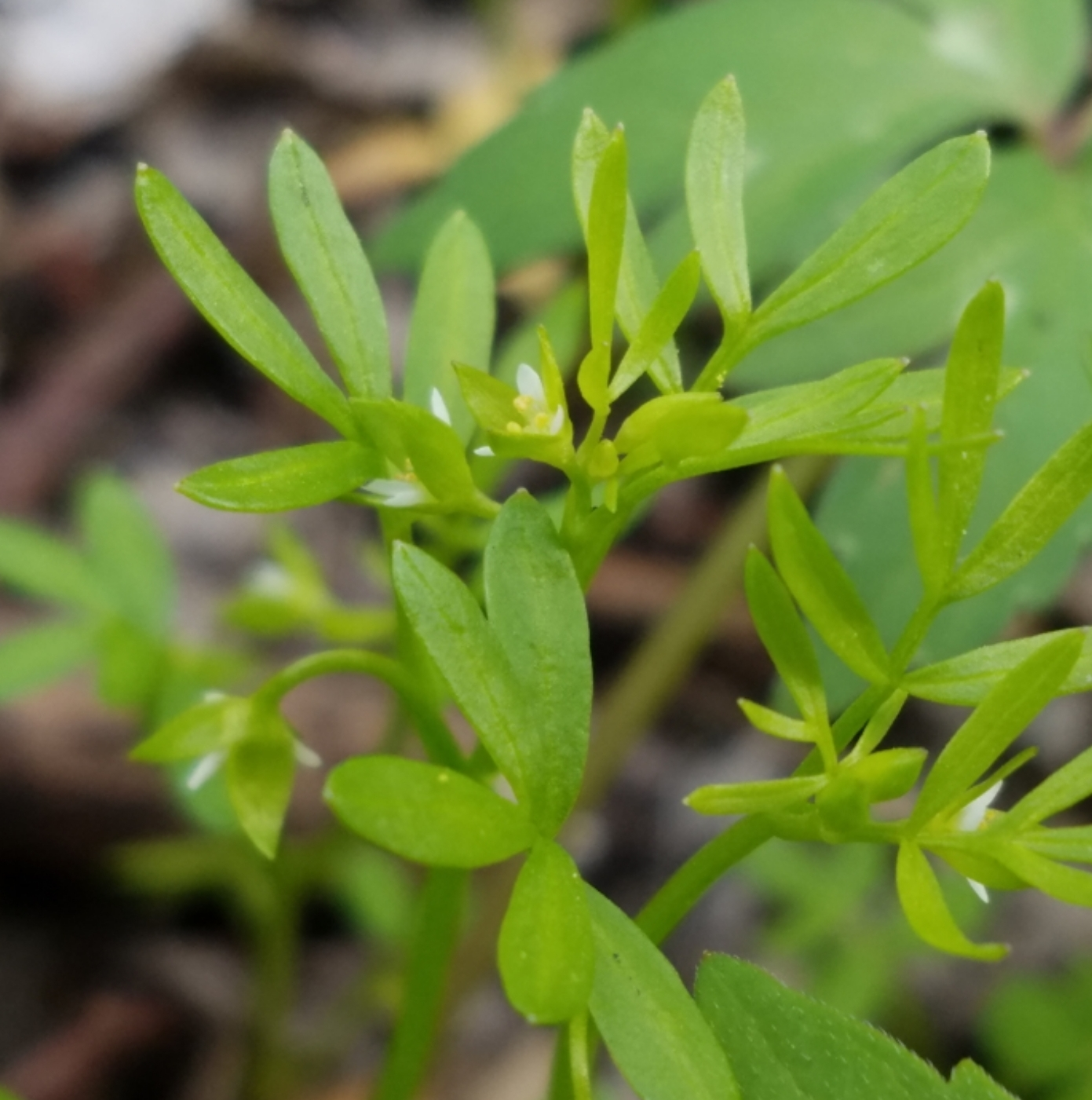
Fragment pędu z liśćmi i kwiatami

PokrójRoślina zielna o nagich, pokładających się lub wzniesionych pędach osiągających od kilku do 30 cm długości.
LiścieObłe i całobrzegie lub pierzaste z  listkami eliptycznymi, często dwu- lub trójdzielne. Osadzone na ogonkach od 0,5 do 4 cm, z osią liści do 0,5 cm z 3-7 listkami o długości do 12 mm i szerokości od 1 do 3 mm.
KwiatyRozwijają się na wzniesionych i zwisających szypułach do 2 cm długości i są 3-krotne. Działki kielicha są 3, zielone, o kształcie od lancetowatego do jajowato-lancetowatego. Płatki lancetowate do eliptycznych o długości do 2 mm, barwy białej, zielonkawo białej do jasnoróżowej. Pręciki w liczbie 3 lub 6, u nasady z miodnikami, na cienkich nitkach, z żółtawymi główkami pylnikowymi. Zalążnia górna, powstaje z 3 owocolistków.
OwoceMięsiste, jajowato-kuliste rozłupnie zielone do brązowych, zwykle zawierające pojedyncze nasiono.

## Systematyka
Pozycja systematyczna według APweb (aktualizowany system APG IV z 2016)
Gatunek i rodzaj z rodziny limnantesowatych Limnanthaceae z rzędu kapustowców (Brassicales).